# Боргер-Одорн
Бо́ргер-О́дорн (нидерл. Borger-Odoorn) — община в нидерландской провинции Дренте. Административный центр — деревня Экскло. В состав общины входит 25 населённых пунктов.
На территории общины находится 18 дольменов — больше, чем в любой другой общине Нидерландов. Около самого большого из них (D27), вблизи деревни Боргер, расположен археологический музей Hunebedcentrum.

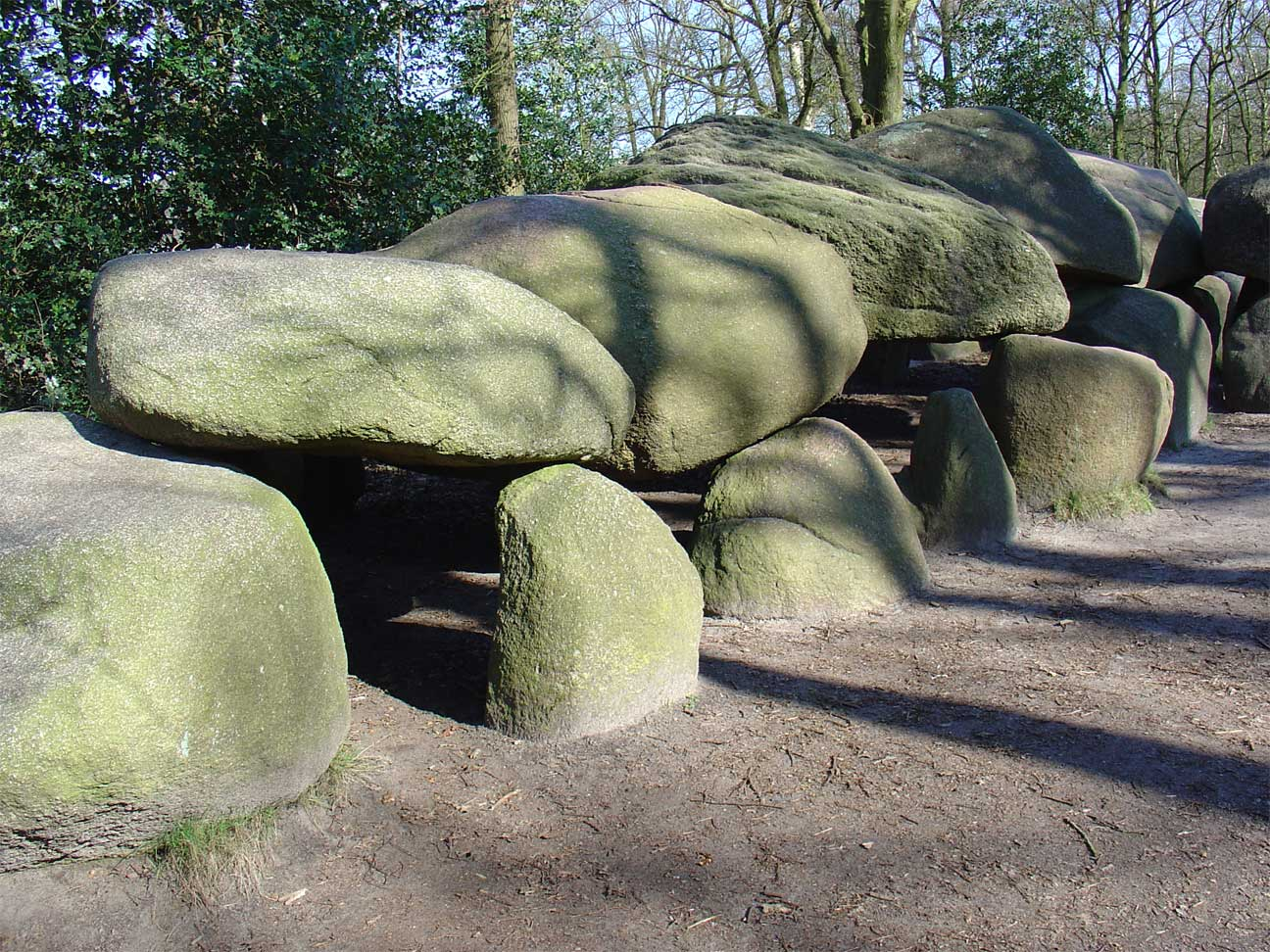
Дольмен D27.

У общины есть город-побратим — Хоржице (Чехия).